# Salvador Montes de Oca

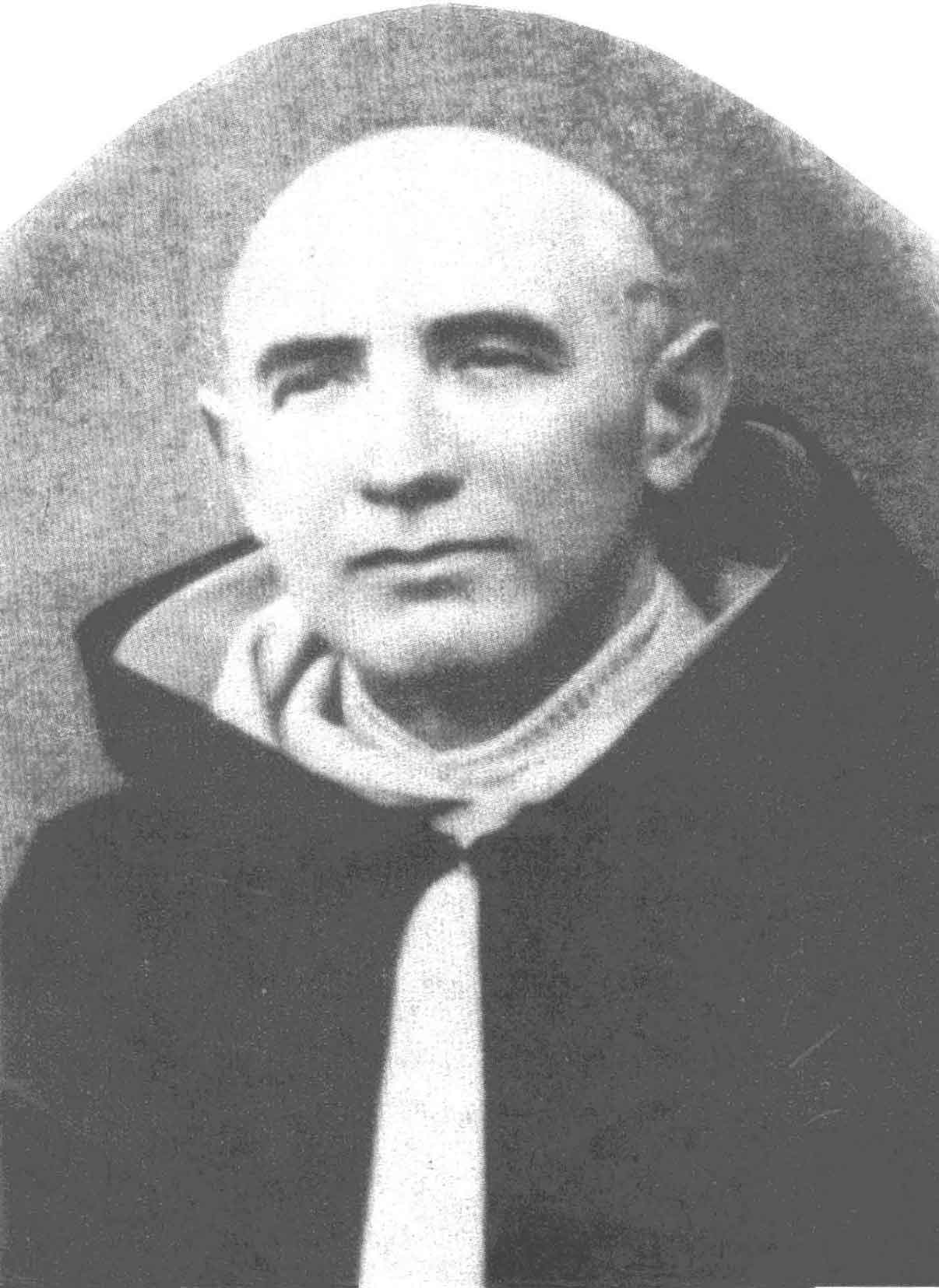
Salvador Montes de Oca als Mönch

Salvador Montes de Oca OCart (* 21. Oktober 1895 in Carora, Lara (Bundesstaat), Venezuela; † 10. September 1944 in Massa, Italien) war ein venezolanischer Bischof von Valencia, und Märtyrer, welcher von den Nationalsozialisten in Italien erschossen wurde.

## Leben
Er wurde als Sohn von Andrés und Rosario Montes de Oca geboren. Er studierte Philosophie und Theologie und empfing am 22. Januar 1922 die Diakonenweihe. Bischof Aguedo Felipe Alvarado Liscano spendete ihm am 14. Mai desselben Jahres das Sakrament der Priesterweihe für das Bistum Barquisimeto.
Papst Pius XI. ernannte ihn am 20. Juni 1927 zum Bischof von Valencia im Bundesstaat Carabobo. Am 23. Oktober 1927, zwei Tage nach seinem 32. Geburtstag, spendete ihm der Apostolische Nuntius in Venezuela, Erzbischof Fernando Cento, in der Kathedrale von Valencia die Bischofsweihe. Mitkonsekratoren waren der Bischof von Zulia, Marcos Sergio Godoy, und der Bischof von Barquisimeto, Enrique María Dubuc Moreno.
Am 23. Dezember 1934 trat er auf Druck der Marionettenregierung Juan Bautista Pérez von Diktator Juan Vicente Gómez zurück und wurde zum Titularbischof von Bilta ernannt. Er hatte bereits vor der Erhebung zum Bischof einige Auseinandersetzungen mit Juan Vicente Gómez. Er trat der Ordensgemeinschaft der Eucharistiner bei und legte am 8. Dezember 1936 die erste Profess ab. Am 8. Dezember 1939 legte er die ewige Profess ab und verzichtete gleichzeitig auf seinen Titularsitz. Seither trug er den Titel eines emeritierten Bischofs von Valencia. Am 5. September 1942 trat er in ein Kloster des Kartäuserorden in der Toskana ein. 

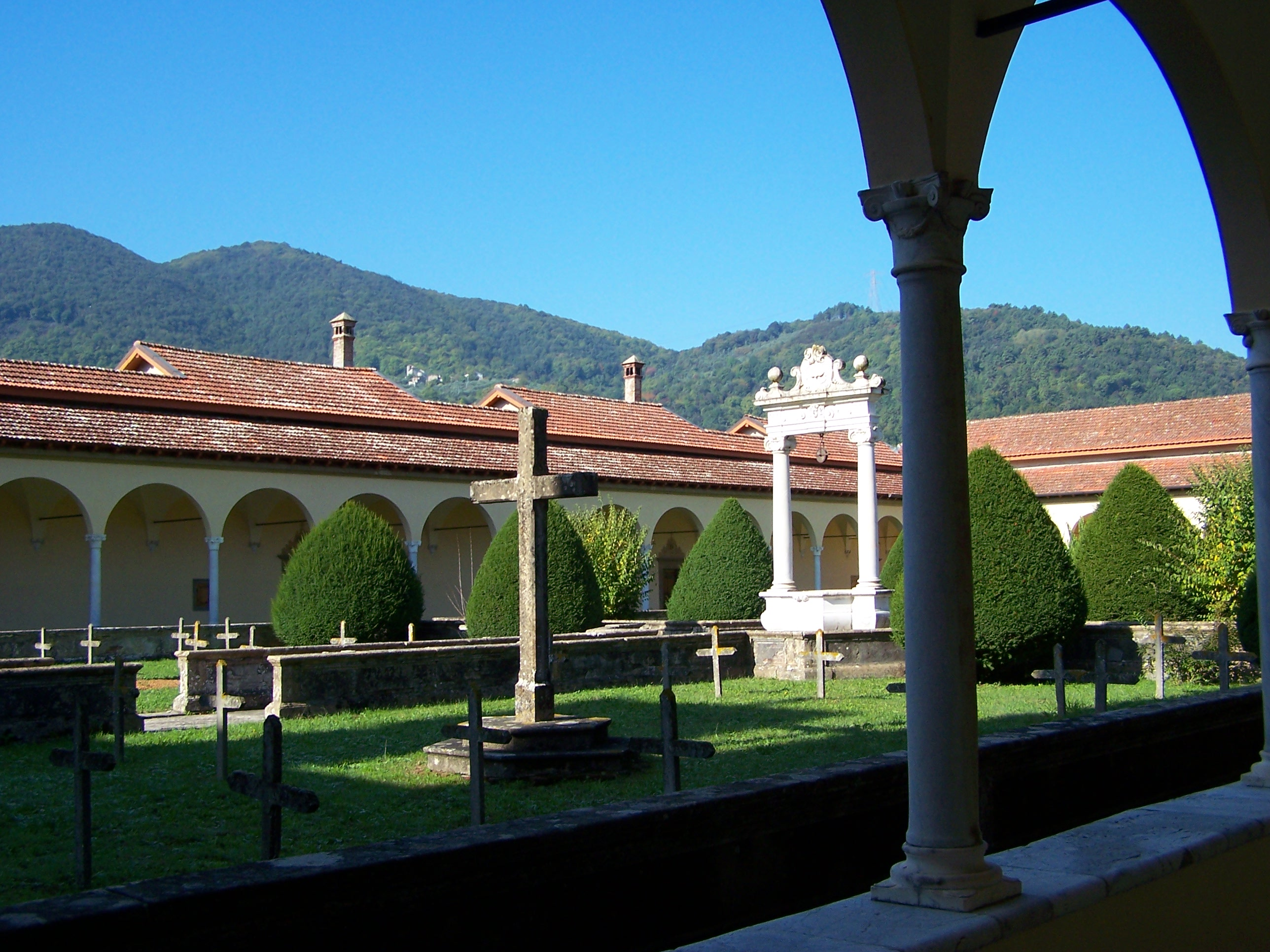
Kloster La Ferneta

Im Kloster La Farneta bekamen verschiedene Politiker Zuflucht. In den frühen Morgenstunden des 2. September  1944 trafen sie im Kloster ein. Zuvor hatte der Oberbefehlshaber in Italien, Feldmarschall Albert Kesselring, die Anwendung jeder Methode zur Zerschlagung der Partisanenbewegung erlaubt. Am Tag darauf wurden alle Personen abgeführt, welche sich nicht versteckt hatten und nicht geflohen waren.
In den Tagen darauf wurden die zwölf gefangengenommenen Mönche nach und nach erschossen, darunter Prälat Martino Binz, Prokurator Gabriele Maria Costa und Montes de Oca.
Seine Leiche kam in ein Sammelgrab. Sie wurde 1947 identifiziert und in die Kathedrale von Valencia überführt.